# Étienne Gailly
Étienne Gailly (* 26. November 1922 in Beringen; † 3. November 1971 in Genval, Belgien) war ein belgischer Leichtathlet, der Ende der 1940er Jahre bis 1950 ein erfolgreicher Marathonläufer war. Berühmtheit erlangte er im Marathonlauf der Olympischen Spiele 1948 in London: Er erreichte als Erster das Stadion, wurde aber kurz vor dem Ziel von zwei Verfolgern überholt, sodass er die Bronzemedaille gewann.

## Leben

### Zweiter Weltkrieg
Étienne Gailly wurde 1944 in Großbritannien Fallschirmjäger und begann neben der Ausbildung mit dem Laufsport. Er nahm im Zweiten Weltkrieg an der Befreiung Belgiens teil. Nach dem Krieg erzielte er schnelle Fortschritte in seinem Sport.

### Olympische Spiele 1948
Im olympischen Marathonlauf am 7. August 1948 lag er zur Hälfte des Rennens unerwartet in Führung, die er bis zum Kilometer 32 hielt. Dort wurde er zunächst von mehreren Läufern überholt. Später ging er wieder an die Spitze, und er lief als erster Wettkämpfer ins Wembley-Stadion ein. Von dem Zwischenspurt war er so geschwächt, dass er das Stadion völlig erschöpft erreichte und nur noch mit schleppendem Schritt laufen konnte.
Auf der letzten zu laufenden Runde überholte ihn zunächst der Argentinier Delfo Cabrera, danach zog auch der Brite Tom Richards an ihm vorbei. Étienne Gailly erreichte mit größter Mühe den Zielstrich und brach dann zusammen. Er war so erschöpft, dass er zur Siegerehrung die Bronzemedaille nicht entgegennehmen konnte. Das Publikum hatte das dramatische Finale mit angehaltenem Atem verfolgt, und der Beifall brach erst los, als Gailly im Ziel war.
Am Ende hatte Étienne Gailly einen Rückstand von etwa einer halben Minute hinter dem Zweiten:
1. Delfo Cabrera: 2:34:51,6 h
2. Tom Richards: 2:35:07,6 h
3. Étienne Gailly: 2:35:33,6 h

Der Vorgang ereignete sich fast genau 40 Jahre nach einem ähnlichen an gleicher Stelle: Bei den Olympischen Spielen 1908 war der Italiener Dorando Pietri ebenfalls in völliger Erschöpfung als erster ins Stadion gelaufen. Er konnte nur mit Hilfe von Kampfrichtern das Ziel erreichen, weshalb ihm der Sieg aberkannt wurde.

### Karriereende
Bei den Europameisterschaften 1950 in Brüssel war Étienne Gailly als Achter nochmals unter den führenden Läufern (2:38:24 h, Sieger: Jack Holden, 2:32:13 h).
Beruflich als Offizier der Fallschirmjäger tätig, nahm er danach am Koreakrieg teil. Dort geriet er im November 1951 auf eine Mine, deren Explosion mehrere Knochen seines linken Fußes zertrümmerte. Der Fuß blieb gelähmt, und Étienne Gailly bestritt nie wieder einen Wettkampf.
1971 starb Étienne Gailly 48-jährig bei einem Verkehrsunfall.